# Torbjörn Isaxon
Torbjörn Isaxon, egentligen Isaksson, född 19 maj 1950, död 15 oktober 2024, var en svensk fotbollsspelare som representerade IFK Luleå, Östers IF och Gais.
Isaxon spelade 17 matcher (0 mål) under IFK Luleås enda allsvenska säsong 1971, och gick sedan till Öster, där han under fyra allsvenska säsonger hann med 74 matcher (6 mål) innan han återvände till IFK Luleå till säsongen 1976. 1978 värvades han av Gais i division II, där han spelade 17 matcher (3 mål) innan han försvann från klubben.